# La Arrocera
La Arrocera är en ort i Mexiko.   Den ligger i kommunen El Fuerte och delstaten Sinaloa, i den västra delen av landet, 1 200 km nordväst om huvudstaden Mexico City. La Arrocera ligger 31 meter över havet och antalet invånare är 712.
Terrängen runt La Arrocera är mycket platt. Runt La Arrocera är det ganska tätbefolkat, med 83 invånare per kvadratkilometer. Närmaste större samhälle är Los Mochis, 14,0 km väster om La Arrocera. Trakten runt La Arrocera består till största delen av jordbruksmark.